# Rebel (serie di libri)
Rebel è una trilogia di romanzi di genere fantasy-young adult scritti dall'autrice canadese Alwyn Hamilton. Ogni volume della serie è stato pubblicato in anteprima mondiale in Italia, e solo successivamente nel resto del mondo.
I titoli della versione originale in lingua inglese sono Rebels of the Sands (2016), Traitor to the Throne (2017) e Hero at the Fall (2018).

## I libri
1. Rebel. Il deserto in fiamme, traduzione di Sara Reggiani, Giunti Editore, 21 ottobre 2015,  p. 272, ISBN 978-88-09-81074-7.
2. Rebel. Il tradimento, traduzione di Sara Reggiani, Giunti Editore, 2 novembre 2016,  p. 448, ISBN 978-88-09-81080-8.
3. Rebel. La nuova alba, traduzione di Barbara Porteri, Giunti Editore, 15 novembre 2017,  p. 384, ISBN 978-88-09-81081-5.

## Trama

### Rebel. Il deserto in fiamme
La desertica nazione del Miraji è governato da mortali, ma avvolta dalla magia. Tuttavia, non c'è nulla di mistico o magico in Dustwalk, la sperduta cittadina dell'Ultima Contea dalla quale Amani desidera andarsene per recarsi nella ricca capitale di Izman.
Destinata a finire "sposata o morta", Amani conta sulle sue abilità di tiratrice infallibile per vincere una gara di tiro nella vicina Deadshot, travestendosi da uomo. Lì incontra lo straniero Jin, il misterioso e affascinante Serpente dell'Est, ricercato per tradimento e alleato del Principe Ribelle, figlio in esilio del crudele Sultano del Miraji.
Amani, ormai nota come il Bandito dagli Occhi Blu, è costretta a fuggire insieme a Jin e ad attraversare un deserto popolato da creature mitiche come Djinni, Buraqi, Skinwalker, Incubi...

### Rebel. Il tradimento
La tiratrice Amani è riuscita a fuggire dalla sua città natale insieme al misterioso Jin in sella ad un mitico cavallo Buraqi, alla ricerca della propria libertà. Ora combatte per liberare l'intera nazione desertica del Miraji da un Sultano assetato di sangue che, alleatosi con l'esercito straniero gallan, uccise suo padre e i suoi fratelli per conquistare il trono.
Catturata e tenuta prigioniera nel palazzo del Sultano, è determinata a farne cadere il regime, cercando disperatamente di scoprirne i segreti spiando la corte e formando alleanze inaspettate. Ma più tempo passa, più Amani si interroga su chi sia il reale traditore nei confronti del suo paese.

### Rebel. La nuova alba
Dopo che il sanguinario Sultano del Miraji ha imprigionato il Principe Ribelle e alcuni suoi collaboratori, la combattiva Amani, armata della sua inseparabile pistola, della sua intelligenza e dei suoi poteri Demdji, guida un gruppo di ribelli in una missione di soccorso.
La preparazione per lo scontro decisivo non sarà affatto semplice: infatti Amani si domanda, vedendo coloro che più ama mettere continuamente a repentaglio la propria vita per la ribellione, se sia proprio lei la leader di cui hanno bisogno o se li stia solo conducendo alla morte...